# Ramon Vila Capdevila
Ramon Vila Capdevila (Peguera, 2 de abril de 1908 - 7 de agosto de 1963), conocido como Caracremada, Passos Llargs o Capitán Raymond, fue un anarquista y guerrillero antifranquista español, miembro de la Confederación Nacional del Trabajo (CNT).

## Biografía
Vila nació en 1908 en un pequeño pueblo  llamado Peguera, en la comarca catalana de Berguedà. Cuando era muy joven, a Vila le alcanzó un rayo que le dejó cicatrices faciales, lo que le valió el apodo de Caracremada (Caraquemada). El rayo mató a su madre, que estaba escondida con él protegiéndose de una tormenta.
En 1932, después de haber participado en una huelga de trabajadores,Insurrección Figols 1932 Vila fue encarcelado en Manresa y deportado a Villa Cisneros (Sahara español), junto a otros 103 militantes anarcosindicalistas. En el periodo comprendido entre su puesta en libertad y el inicio de la Guerra Civil en 1936, Vila se mudó a menudo de residencia (Berga, Fígols...), por temor a acoso por parte de la policía. En abril de 1936, mientras Vila se encontraba en Castellón de la Plana, fue abordado por dos oficiales. Vila y su primo Ramón Rives dispararon contra los oficiales, pero Rives recibió un disparo en el tiroteo subsiguiente, así como ambos oficiales. Uno de los oficiales murió a consecuencia de sus heridas. Vila se dio a la fuga y más tarde se entregó a la Guardia Civil, con la esperanza de un mejor trato que el que recibiría de la policía.
Tras el golpe de Estado de julio de 1936, las cárceles se abrieron en un esfuerzo por ganar combatientes para sofocar el levantamiento. Vila fue liberado, se unió a la lucha incorporándose a la columna Tierra y Libertad con la cual luchó en Madrid, en los frentes de Aragón y el Segre, y alcanzó más tarde el rango de comandante en el Cuerpo de Carabineros. Posteriormente, a finales de la guerra y negándose a ser militarizado, ocupó el cargo de Delegado de Suministros en la fábrica donde trabajó en Fígols.
Después de la victoria franquista en 1939, Vila cruzó la frontera francesa, y fue internado en el campo de concentración de Argelès-sur-Mer. Sin embargo, al año siguiente, Vila escapó y regresó a España. Fue entonces cuando Vila formó un grupo de resistencia antifranquista. 
No mucho después, Vila volvió a Francia para adquirir suministros, y fue arrestado en 1943 por la Wehrmacht que ocupaba Francia. Fue encarcelado en Perpiñán y lo enviaron a trabajos forzados en una mina de bauxita. Escapó al año siguiente y se incorporó a la resistencia francesa de la zona de Limoges, y puso su experiencia con explosivos para las operaciones de sabotaje contra el invasor nazi. El batallón del que Vila fue miembro pertenecía a la Segunda División Blindada de la Francia Libre, dirigida por el general Philippe Leclerc, y al maquis francés de Rochechouart, donde se le conocía como capitán Raymond, donde realizó también diversas y destacadas acciones de sabotaje que le valieron en conjunto la concesión por parte del Gobierno francés de la medalla de la Legión de Honor, que Vila rechazó.
Tras el final de la Segunda Guerra Mundial, Vila comenzó a operar con los maquis españoles en las zonas de Cataluña del Alto y Bajo Llobregat. Vila murió el 7 de agosto de 1963 tras recibir un disparo en el corazón por la Guardia Civil en una emboscada en Rajadell, cerca del castillo en Balsareny. Cuando a Vila le dieron el alto los tres agentes, disparó contra ellos, sin matar a ninguno de los tres. El comunicado de prensa oficial que anunció su muerte lo calificó de "bandido".
Vila fue enterrado en el exterior del cementerio de Castellnou de Bages. Durante la restauración de dicho cementerio, el 15 de julio de 2000 se modificó su estructura para permitir que su tumba estuviera integrada dentro el cementerio, y le fue colocada una placa que dice:

Aquí yacen los restos de Ramón Vila Capdevila. Militante de la CNT y el último de los maquis anarquista catalán, que participó en la proclamación del comunismo libertario (1932), la guerra civil (1936-39), y la Resistencia francesa (1939-45) y, durante otros 18 años, la lucha contra el franquismo. En memoria de él y de todos los que dieron su vida por la libertad y el ideal anarquista
Castellnou, El Movimiento Libertario, 15 de julio de 2000